# Дневник убийцы
«Дневник убийцы» — российский телесериал, снятый режиссёром Кириллом Серебренниковым в 2002 году по заказу телеканала «Россия».

## Сюжет
Компания студентов-выпускников устраивает вечеринку в Историческом музее, где в архиве случайно находят дневник студента Николая Воинова, датированный 1919 годом. Дневник моментально вызывает интерес, ведь автор с первых строк признаётся в убийстве пяти человек. Герои не догадываются, какую роль в их жизни сыграет эта находка… Страшные деяния прошлого служат ключом к разгадке целого ряда преступлений, совершённых в наши дни.

## В ролях
- Кирилл Пирогов — Николай Воинов, студент
- Александра Куликова — Полина Полякова, директор музея
- Алексей Гуськов — Алексей, сосед Виталия, бывший моряк
- Дмитрий Марьянов — Пётр Геннадьевич и Сергей Геннадьевич
- Галина Кашковская — «Лёка» (Ольга Романцова), подруга Полины
- Андрей Кузичев — Никита Близнюк, бывший однокурсник Полины
- Юрий Колокольников — Максим Близнюк, одноглазый чекист, помощник комиссара Розы
- Марина Голуб — Госпожа Лазурская, мать Исая Лазурского
- Андрей Смирнов — Иван Алексеевич Ильин
- Артём Смола — Гийом, француз-кинооператор
- Иван Вырыпаев — Иван Азовский
- Наталья Швец — Настенька Ильина, старшая дочь Ивана Алексеевича
- Борис Ивушин — Арсений, кузен Настеньки
- Алексей Макаров — Андрей Сергеевич Савин, банкир, бывший однокурсник Полины
- Галина Тюнина — Аня, любовница Рослякова
- Игорь Богодух — отец Андрей (Ефрем)
- Вера Воронкова — Лиза, жена Сергея
- Владислав Ветров — Петухов
- Анатолий Белый — Илья Савельев, бывший однокурсник Полины
- Валерий Дегтярь — Александр Иванович Росляков, дворянин, один из расстрелянных
- Александр Завьялов — Афанасий Зуев («Мишель Дежавю»), цирковой борец, один из расстрелянных
- Виктория Исакова — комиссар Роза
- Максим Лагашкин — Башкин, помощник Петра Геннадьевича
- Татьяна Лаврова — Зинаида Гиппиус
- Валерий Кухарешин — Александр Блок
- Александр Лыков — Дмитрий Мережковский
- Илья Любимов — Исай Лазурский, товарищ Николая Воинова, один из расстрелянных
- Таисия Михолап — Зоя Ивановна, алкоголичка
- Наталья Назарова — Мария Игнатьевна, жена расстрелянного дворянина Рослякова
- Роман Нестеренко — Константин Кубицкий, гимназист, один из расстрелянных
- Игорь Новокшенов
- Яков Петров — Яшка, подручный комиссара Розы
- Владимир Бабаев
- Алексей Бояджи — «Странник»
- Ольга Альбанова — Таша, блаженная
- Алексей Барабаш — стрелковый инструктор
- Дарья Дроздовская — Жанетта, циркачка
- Елена Новикова — Нинель, циркачка
- Виталий Хаев — Жорж Селиванович («Большой Бим»), циркач
- Альберт Альберт — Егор Поликарпович («Маленький Бим»), циркач
- Алексей Гурьев — Карпуша, цирковой борец
- Мария Лобачёва
- Дмитрий Ульянов — Виталик, жених Полины
- Анатолий Шведерский — Николас Кивелиди, грек-лавочник, один из расстрелянных
- Игорь Шибанов — Фома
- Игорь Фокин — эпизод
- Прохор Зикора — Андрей Полушкин, студент
- Аделаида Ветрова — Виктория Борисовна, директор ЗАГСа
- Мария Берггольц — Роза Архиповна
- Виктор Ростовцев — Максим Михайлович

## Съёмки
Съёмки фильма проводились зимой и весной 2002 года, в Санкт-Петербурге, Кронштадте и Таганроге.
Некоторые сцены фильма снимались в знаменитом таганрогском «Круглом доме».